# Mihály Fazekas
Mihály Fazekas (ur. 6 stycznia 1766 w Debreczynie, zm. 23 lutego 1826 tamże) – węgierski poeta i botanik. Do jego istotnych dzieł należą komiczno-satyryczna historia Lúdas Matyi (1815) oraz praca botaniczna Magyar füvészkönyv („Botanika węgierska”, 1807), stworzona we współpracy z Sámuelem Diószegim. Na podstawie utworu Lúdas Matyi powstała znana animacja pt. Gęsiarek Maciek (reżyseria: Attila Dargay).